# Ordem de Vitória da Resistência contra Agressão
A Ordem da Vitória da Resistência contra Agressão, também conhecida como Medalha Memorial da Guerra da China ou ainda Medalha de Vitória Anti-Japonesa (chinês tradicional: 抗戰勝利勳章), foi concedida pelo governo da República da China para os recrutas que haviam ajudado o governo chinês na luta contra os japoneses durante a Segunda Guerra Sino-Japonesa (parte da Segunda Guerra Mundial). Os membros da Décima Quarta Força Aérea, conhecidos como Tigres Voadores, foram todos elegíveis para receber esta medalha. A medalha foi criada em 1944 e distribuída pela primeira vez em 1946 para aqueles que atendiam aos requisitos do Governo Nacionalista chinês. As Tenentes-Generais Claire Lee Chennault e Anna Chennault foram algumas das que receberam essa medalha.

## Elegibilidade

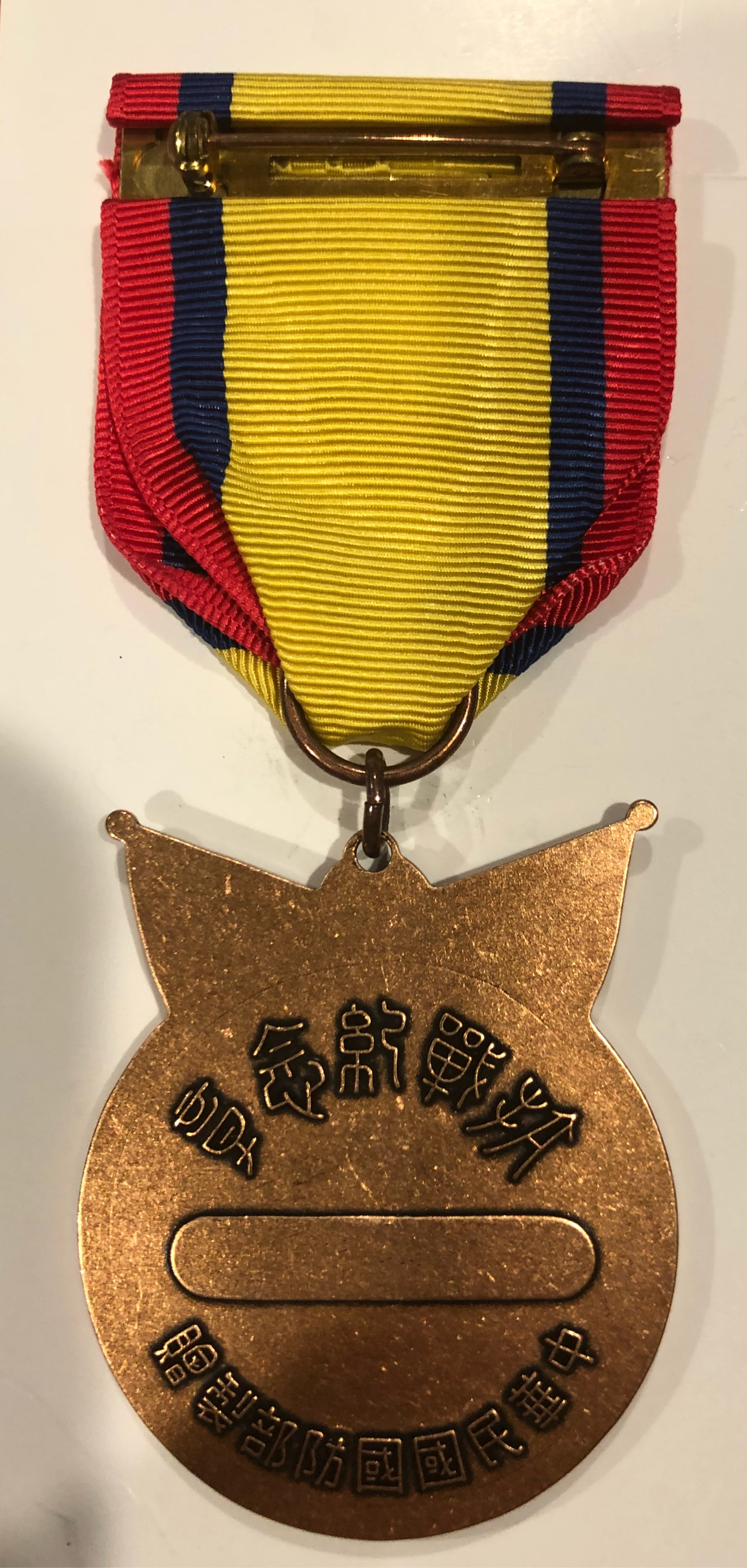

Os elegíveis para obter a Medalha Memorial da Guerra da China foram aqueles que serviram na China continental, Birmânia, Vietnã e Tailândia por pelo menos 30 dias entre 7 de dezembro de 1941 e 2 de setembro de 1945.

## Aceitação
A Lei Pública 80-314 permite que soldados dos EUA usem essa medalha atrás das premiações nacionais.

## Descrição
A Ponte Marco Polo está desenhada na frente da medalha. Acima dela, estão as duas bandeiras da República da China e o Presidente Chiang Kai-shek ao centro. No verso, há uma faixa para a gravação do nome ou número de série do oficial. 